# Карпачёв, Сергей Павлович
Серге́й Па́влович Карпачёв (род. 1 сентября 1950, Москва) — советский и российский историк, доктор исторических наук (1999), профессор (2002), специалист по истории масонства.

## Биография
В 1972 году окончил Московский областной педагогический институт (исторический факультет) по специальности учитель истории и обществоведения, с 1975 года — преподаватель Московского педагогического училища № 3. В 1981 году защитил в Университете дружбы народов кандидатскую диссертацию на тему «Рабочие мелкой промышленности Москвы в 1900—1914 гг.», с того же года — преподаватель в Московском государственном заочном педагогическом институте (МГОПУ), где прошёл путь от ассистента до доцента.
В 1999 году защитил в МОГПУ докторскую диссертацию «Российские масоны конца XIX—начала XX вв.: организация, облик, деятельность». С 2002 года — профессор, заведующий кафедрой массовых коммуникаций исторического факультета Московского городского педагогического университета. Затем — на кафедре отечественной истории ИГН МГПУ. Читаемые дисциплины: новейшая отечественная история, современные методы исторических исследований, спецкурсы по социальной истории России, история зарубежного и российского масонства.
Вместе с О. В. Волобуевым и П. Н. Романовым является автором учебника «История России. Начало XX — начало XXI века», в 2015 году включённого в перечень рекомендованных Министерством образования и науки России пособий для школьной программы 10 класса.

## Основные публикации
- Карпачёв С. П. Источники и литература по истории русского масонства конца XIX — начала XX веков // Вопросы отечественной истории и историографии: Сборник / Отв. ред. И. В. Сучков, 1998. С.74-98.
- Карпачёв С. П. «Масонская интеллигенция России конца XIX—начала XX века», Центр гуманитарного образования, 1998 год.
- Карпачёв С. П. «Российское масонство XVIII—XX вв» Альфа, 2000, стр. 72
- Карпачёв С. П. «Путеводитель по масонским тайнам», Центр гуманитарного образования, 2003, стр. 192, 2500 экз., ISBN 5-7662-0143-5
- Карпачёв С. П. "Тайны масонских орденов: Ритуалы «вольных каменщиков», Яуза-Пресс, 2007 год, стр. 352, 4000 экз., ISBN 978-5-903-33928-0
- Карпачёв С. П. Из истории московского масонства XVIII в.: ложа «Астрея» // Вопросы отечественной истории и историографии. Межвузовский сб. научных трудов. Выпуск 10. М., 2007. С. 34-41.
- Карпачёв С. П. Масонство и Временное правительство // Энциклопедия для детей. История России. Т. 5. Ч. 3.. 4-е изд. М.: Мир энциклопедий Аванта+, Астрель, 2007. С. 23.
- Карпачёв С. П. «Масоны. Словарь. Великое искусство каменщиков», АСТ, Олимп, 2008 год, стр.640, 2500 экз., ISBN 978-5-17-049888-8, ISBN 978-5-7390-2221-9
- Карпачёв С. П. Зарождение и развитие масонства в современной России // Вестник МГПУ. Серия «Исторические науки». 2008. № 2 (30). С. 45-53.
- «Масонский ритуал Йорк. 1 степень. Ученическая» — Публикация М. А. Баженовой и С. П. Карпачева // Вестник МГПУ. Серия «Исторические науки». 2008. № 2 (30). С. 120—134.
- Карпачёв С. П. Современное французское масонство: основные ордена // Вестник МГПУ. Серия «Исторические науки». 2009. № 1 (3). С. 24 — 34.
- Карпачёв С. П. Масоны — министры Временного правительства // Вопросы отечественной истории и историографии. Межвузовский сб. научных трудов. Выпуск 12. М., 2009. С. 34-41.
- Карпачёв С. П. Интернет-ресурсы как источник изучения современного масонства // Вестник МГПУ. Серия «Исторические науки». 2009. № 2 (4). С. 92 — 97.
- Карпачёв С. П. «История России. Краткий курс лекций», Юрайт, 2011 год, стр. 272, 1500 экз., ISBN 978-5-9916-1333-0
- Карпачёв С. П. Регулярное и нерегулярное масонство во Франции // Freemasonry.ru Вестник Великой Ложи России. 2011. № 2. С. 8-11.
- Карпачёв С. П. Масонство и масоны России XVIII—XXI веков: Ступени масонского мастерства.
- Карпачёв С. П. «Искусство вольных каменщиков», «ИПК Парето-Принт», 2015 год, 475 стр. 2000 экз. ISBN 978-5-9905493-1-9
- Карпачёв С. П. «Российские масоны в образовании, науке, врачебном деле», 2017 год, 150 стр. 1000 экз.